# TurboCache
TurboCache（ターボキャッシュ）は、米NVIDIA社によって開発された、メインメモリとオンボードメモリを併用することでビデオカードのフレームバッファメモリを増やす技術である。GeForce 6200 with TurboCacheで初めて採用され、PCI Expressバスの豊富な帯域幅がビデオカードの総メモリバンド幅を広げるために使用されている。

## 概要
TurboCacheを公式にサポートしているビデオカードでは通常、コスト削減のため搭載するメモリ容量が低く抑えられており、nForceシリーズの統合グラフィックにおいては、TurboCacheがフレームバッファを利用する唯一の手段である。
こういった安価なビデオカードや統合グラフィックにおいてコストの低減を維持しつつもパフォーマンスを向上させるために開発されたのがTurboCacheであり、NVIDIAによるとGeForce 6200 with TurboCacheはIntel GMA 900と比較して約4倍の性能を発揮するという。
GeForce 6200にTurboCacheが導入された際、NVIDIAは総メモリ容量しか公表しなかったため、ビデオカードがどの程度メインメモリを占有するのか（16から128MB）解らず、混乱が生じた。後に、NVIDIAはビデオカードに搭載されるメモリ容量を表示するようになった。GeForce 7及びその以降のモデルでは、TurboCacheを公式にサポートするモデルの名称にメモリ容量を含めていない。
統合グラフィックにおいては、メインメモリがTurboCacheで使用されているとOSの表示するメモリ容量が実際よりも少なくなる。

### TurboCacheを公式にサポートするビデオカード
- GeForce 6200 TC
- GeForce 6200 SE
- GeForce 6500
- GeForce 7100 GS
- GeForce 7200 GS
- GeForce 7300 SE
- GeForce 7300 LE
- GeForce 7300 GS
- GeForce Go 7400
- GeForce 7500 LE
- GeForce 8300 GS
- GeForce 8400 GS
- GeForce 8500 GT
- 8600 GT を搭載する一部のラップトップパソコン

### TurboCacheを非公式にサポートするビデオカード
- GeForce 9600 GT
- GeForce GT 430
- GeForce GT 440
- GeForce GT 520